# Disa tripetaloides
Disa tripetaloides es una especie fanerógama de orquídea de hábito terrestre.  Es nativa de Sudáfrica en KwaZulu-Natal.

## Descripción
Es una orquídea de raíces tuberosas vellosas con pocas ramas y tallos sin ramas o vellosidad, con hojas generalmente anuales, la inflorescencia también ramificada, las flores de sépalo dorsal y pétalos oblongos, con la columna prominente, con dos polinias.
Tiene hábitos terrestres y prefiere temperaturas cálidas. Produce un tallo erecto con 3 hojas, opuestas,  obtusas a agudas y basales unidas. Florece en una inflorescencia terminal erecta.

## Distribución y hábitat
Se encuentra también en las Comoras, Mauricio, Rodrigues, Reunión, Seychelles y Madagascar a altitudes de unos 400 metros.

## Taxonomía
Disa tripetaloides fue descrita por (L.f.) N.E.Br.  y publicado en The Gardeners' Chronicle & Agricultural Gazette 1: 360. 1889.
Etimología
Disa : el nombre de este género es una referencia a  Disa, la heroína de la mitología nórdica hecha por el botánico Carl Peter Thunberg.
tripetaloides: epíteto de las palabras griegas: triplus, τριπλουϛ = "tres" y petaloides = "como pétalos"
Sinonimia
- Orchis tripetaloides L.f. 1782
- Satyrium excelsum Thunb. 1794
- Disa excelsa (Thunb.) Sw. 1800
- Disa venosa Lindl. 1838
- Disa falcata Schltr. 1893
- Herschelia excelsa (Thunb.) Kraenzl. 1904
- Herschelianthe excelsa (Thunb.) Rauschert 1983[6]